# Z. w. V.
Z. w. V. (auch z.w.V.) ist die Abkürzung für
- zur weiteren Veranlassung oder
- zur weiteren Verwendung[1]

Die Abkürzung wird von Behörden genutzt, um interne Anweisung zu geben, wie mit einer Akte umzugehen ist. Mit der Abkürzung wird verfügt, dass eine enthaltene Anweisung umgesetzt oder enthaltene Fragen beantwortet werden sollen.
Dem deutschen zur weiteren Veranlassung entspricht das englische for further action.